# مقاطعة تولومن (كاليفورنيا)
مقاطعة تولومن (بالإنجليزية: Tuolumne County)‏ هي إحدى مقاطعات ولاية كاليفورنيا في الولايات المتحدة الأمريكية.